# Sionismo islámico

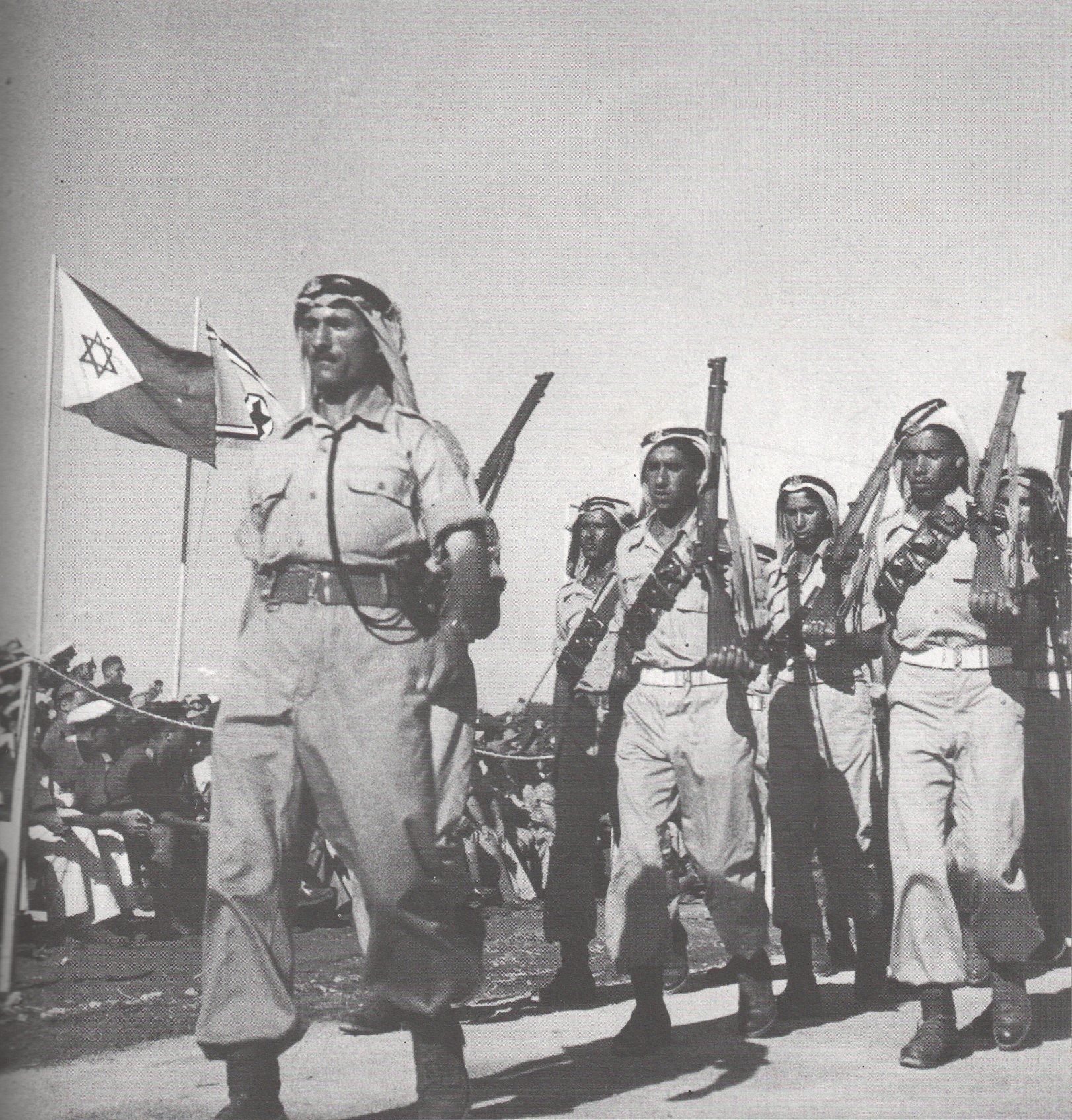
Soldados beduínos israelíes en Tel-Aviv, 1949.

Se conoce como sionismo islámico al respaldo y apoyo que dan al sionismo y al Estado de Israel y su existencia algunos musulmanes. Aunque una tendencia bastante minoritaria dentro del Islam, el sionismo islámico ha tenido sus representantes entre académicos, estudiosos, políticos, periodistas e inclusive algunos clérigos musulmanes.
El respaldo a Israel entre musulmanes suele ser mayor dentro de grupos étnicos predominantemente musulmanes que han tenido o tienen enfrentamientos con árabes; como kurdos, turcos, bereberes y circasianos, y que son mucho menos afines al panarabismo y al nacionalismo árabe. Otro caso particular son los druzos, una rama heterodoxa del Islam que se consideran a sí mismos musulmanes, aunque muchos musulmanes ortodoxos los consideran una religión separada. Los druzos israelíes son quizás la minoría más patriota del país y juraron lealtad al Estado de Israel por lo que se enlistan en su ejército. Los druzos son étnicamente árabes pero generalmente se les clasifica como un grupo separado al de los árabes-israelíes (estos últimos que están exentos de servicio militar). También son uno de los grupos no judíos con mayor cantidad de miembros electos en el Knesset, algunos de los cuales han sido electos por partidos de la «derecha dura» sionista como el Likud. Los druzos en otros países como Líbano y Siria suelen compartir los conceptos antisionistas de sus países. 
Otro caso similar al de los druzos es el de los beduinos. La población beduina israelí es alredeodr del 12% de la población árabe y es seminómada. Muchos beduínos se identifican primero con su tribu y/o como beduinos antes que como árabes y no se sienten identificados como palestinos, lo que sumado a ayudas sociales y otros apoyos recibidos por el Estado israelí los ha hecho en algunos casos sentirse más afines a Israel que a Palestina,  al punto de que entre 6 y 10% de ellos se enlistan en las Fuerza de Defensa Israelí voluntariamente. Estas alianzas se daban desde antes de la fundación de Israel cuando algunos de los primeros kibutz creados por colonos judíos en Palestina lograron alianzas con tribus beduínas vecinas para la protección frente a las guerrillas árabes. La minoría circasiana ha tenido una relación similar y algunos circasianos ayudaron a facilitar el ingreso clandestino de judíos durante el período previo a 1948 cuando era prohibido por los británicos.
En todo caso, entre los defensores del sionismo se incluyen algunos clérigos islámicos que consideran la fundación de Israel como algo que fue profetizado en el Corán y como parte de la voluntad de Dios.  Cabe destacar que muchos musulmanes que respaldan la existencia de Israel y las reivindicaciones sionistas también respaldan el trato digno y respetuoso de los Derechos Humanos de los palestinos y la creación de un Estado de Palestina plenamente independiente.